# Збараж (село)
Зба́раж — село в Україні, у Самгородоцькій сільській громаді Хмільницького району Вінницької області. Населення становить 501 осіб.

## Історія
6 жовтня 1604 року в селі зупинялося українсько-польське військо яке 20 червня 1605 року захопило Москву.
Станом на 1885 рік у колишньому власницькому селі Самгородської волості Бердичівського повіту Київської губернії мешкало 520 осіб, налічувалось 71 дворове господарство, існували православна церква та постоялий будинок.
За переписом 1897 року кількість мешканців зросла до 796 осіб (409 чоловічої статі та 387 — жіночої), з яких 747 — православної віри.
Під час Голодомору 1932-33 років з 900 мешканців села загинула половина..

## Економіка
У селі розташований цегельний завод «Прогрес»

## Пам'ятки
- Ботанічний заказник місцевого значення Курочка

## Уродженці
- Поліщук Вікторія Олегівна (2000—2022) — старший солдат Збройних Сил України, учасниця російсько-української війни, що загинула в ході російського вторгнення в Україну в 2022 році[5].

## Галерея

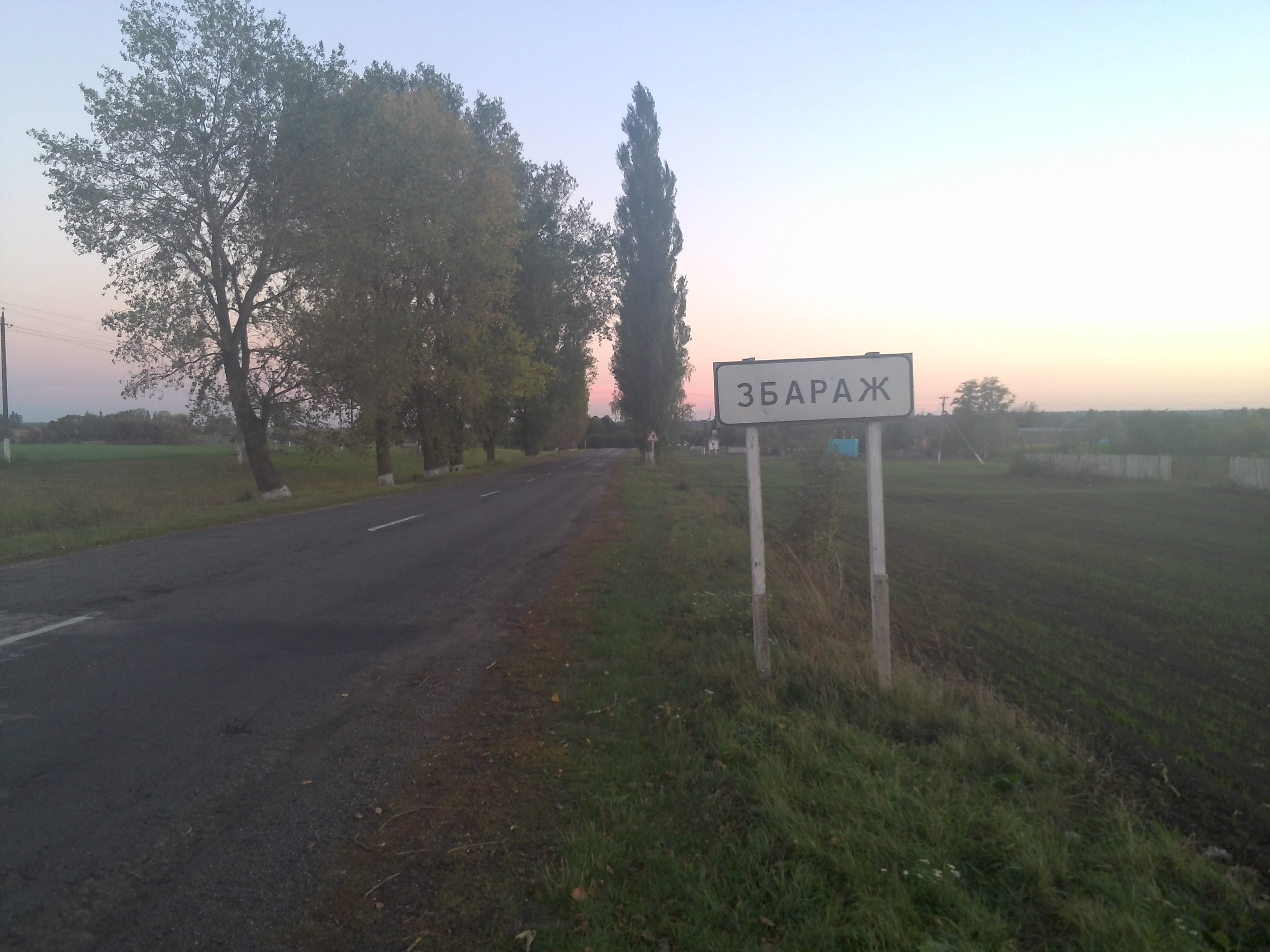
В'їзний знак
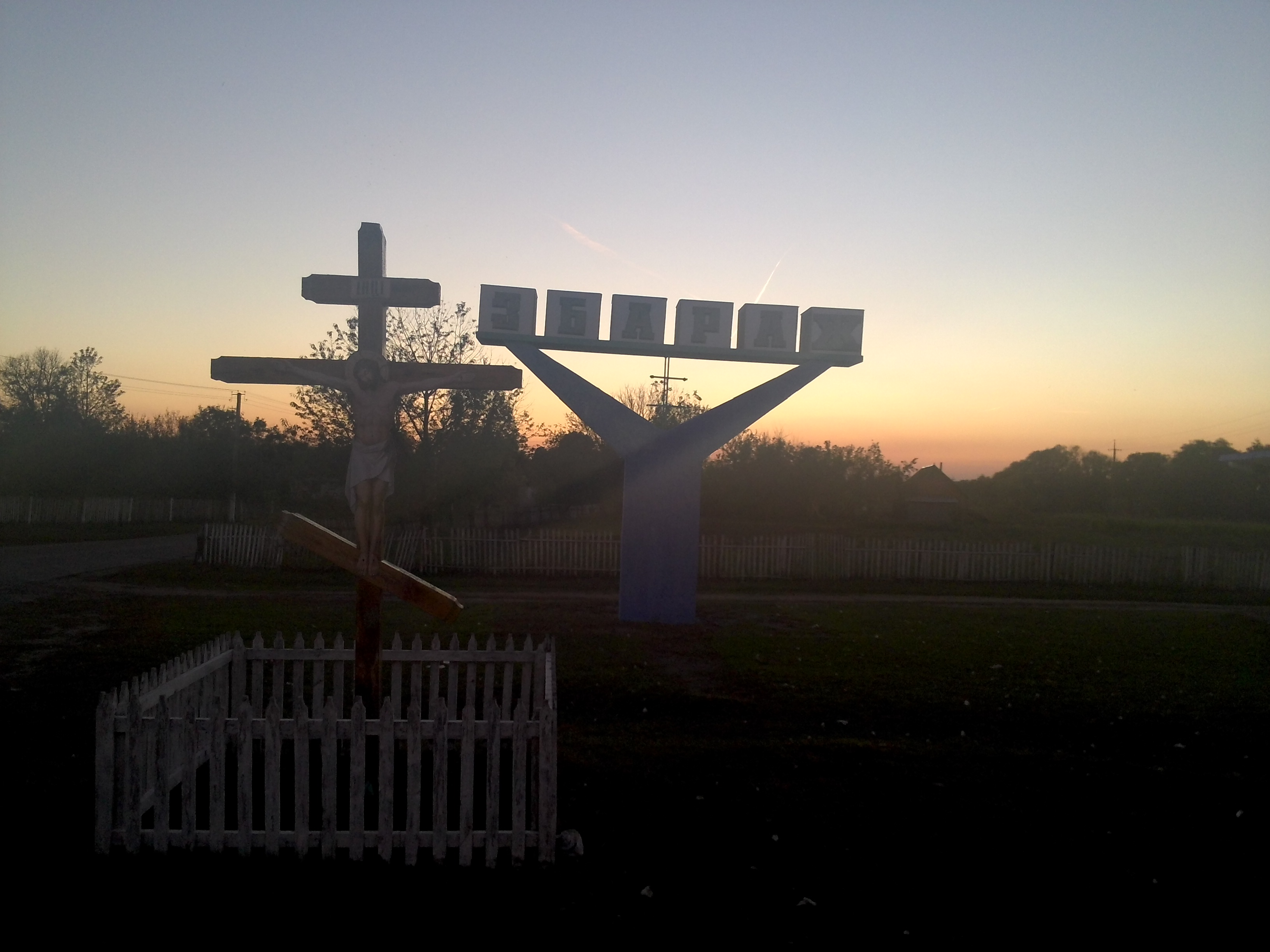
При в'їзді до села
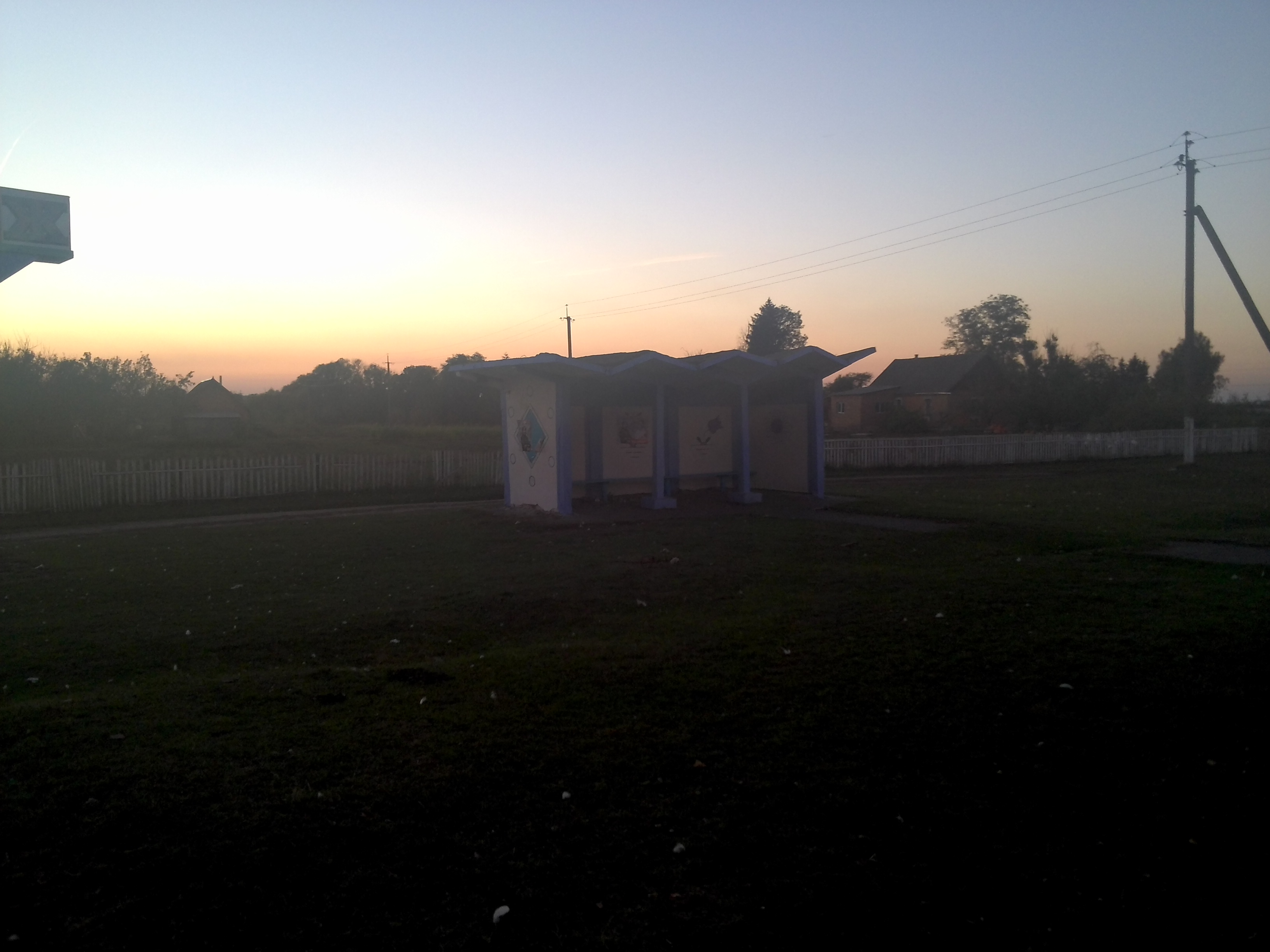
Автобусна зупинка